# Sharp Instead
Sharp Instead is het eerste album van de Roermondse numetalband Dreadlock Pussy. Het kwam in 1999 uit met daarop negen nummers. Slechts een paar maanden later tekende de band een contract met Seamiew Records, dat de band de mogelijkheid bood om het album opnieuw uit te brengen met drie extra nummers. Sharp Instead v2 werd in 2000 uitgebracht.

## Tracklist
Sharp Instead v1:
- 1. Null
- 2. Choke
- 3. You Like
- 4. Altamira
- 5. Next Question
- 6. Spook
- 7. Snuff
- 8. Disease
- 9. Blue

Sharp Instead v2 (Next Attack):
- 1. Null
- 2. Choke
- 3. You Like
- 4. Altamira
- 5. Pipe Down
- 6. Next Question
- 7. Spook
- 8. An Evening With Knives
- 9. Snuff
- 10. 100 Stories
- 11. Disease
- 12. Blue

## Bandleden voor dit album
- Pat (Patrick Smeets) - Zang
- bART (Bart Gooren) - Gitaar & zang
- Guz (Zjon Gijsen) - Gitaar
- J (Jaap Melman) - Bass
- Lombok (Bart Heuts) - Turn-Tables
- Twixy (Twan Bakker) - Drums & samples

## Trivia
- Voor de tweede versie van het album werd de cover (met uitzondering van de tekst) gespiegeld en kreeg de subtitel Next Attack mee.
- Voor het nummer Choke werd een videoclip opgenomen.
- Het nummer Snuff is opgenomen samen met Remco, zanger van de band Concubine.